# Max Katjijeko
Pas d'image ? Cliquez ici

a Compétitions nationales et continentales officielles uniquement.

b Matchs officiels uniquement.
Dernière mise à jour le 25 mars 2022.
Max Katjijeko, né le 8 avril 1995 à Windhoek, est un joueur international namibien de rugby à XV qui joue au poste de deuxième ligne et troisième ligne du RFC Los Angeles en Major League Rugby. 

## Biographie
Max Katjijeko est formé à la Windhoek High School (en). Il intègre dès 2015 l'effectif des Namibia Welwitschias, juste avant de participer au trophée mondial des moins de 20 ans la même année. 
Il devient un joueur régulier des Welwitschias, et devient en 2017 international namibien. En 2018, après la saison sud-africaine, il part en Angleterre. Il intègre les Luctonians (en), qu'il aide à être promu en National League 2 North (en). Il est aussi mis à disposition de la réserve des Worcester Warriors.
Après son retour en Namibie, il rejoue avec les Welwitschias, avant de disputer la coupe du monde 2019. Il est notamment titulaire face à l'Afrique du Sud. 
En 2020, il signe avec les Olimpia Lions, en Súperliga Americana de Rugby. Mais la saison est interrompue à cause de la pandémie de Covid-19, et il doit rentrer en Namibie, n'ayant disputer qu'un seul match officiel avec son équipe paraguayenne. Il joue alors avec l'University of Namibia RC, et participe à la phase qualificative de la Coupe d'Afrique en 2021.
En septembre 2021, il prend la direction de l'Espagne en rejoignant l'Ordizia RE, club de première division. Il y reste une saison, rejoignant par la suite le Tel Aviv Heat.
Le 21 août 2023, il est nommé au sein du groupe namibien sélectionné par Allister Coetzee pour participer à la Coupe du monde en France.

## Statistiques en équipe nationale
| Année | Compétition       | Matchs | Points | Essais | Transf. | Drops | Pénal. |
| ----- | ----------------- | ------ | ------ | ------ | ------- | ----- | ------ |
| 2017  | Coupe d'Afrique   | 4      | -      | -      | -       | -     | -      |
| 2017  | Test              | 1      | -      | -      | -       | -     | -      |
| 2018  | Coupe d'Afrique   | 3      | 5      | 1      | -       | -     | -      |
| 2018  | Test              | 3      | -      | -      | -       | -     | -      |
| 2019  | Coupe des nations | 2      | -      | -      | -       | -     | -      |
| 2019  | Coupe du monde    | 2      | -      | -      | -       | -     | -      |
| 2021  | Coupe d'Afrique   | 2      | -      | -      | -       | -     | -      |
| 2021  | Test              | 2      | 5      | 1      | -       | -     | -      |
| Total | Total             | 19     | 10     | 2      | -       | -     | -      |

| Essai | Adversaire | Lieu                                      | Compétition     | Date             | Résultat | Score |
| ----- | ---------- | ----------------------------------------- | --------------- | ---------------- | -------- | ----- |
| 1     | Tunisie    | Hage Geingob Rugby Stadium (en), Windhoek | Coupe d'Afrique | 23 juin 2018     | Victoire | 118-0 |
| 1     | Zimbabwe   | Markotter Stadium, Stellenbosch           | Test match      | 20 novembre 2021 | Victoire | 10-41 |